# Polycentridae
Los peces hoja (familia Polycentridae) es un grupo de peces de río incluida en el orden Perciformes. Se distribuyen por ríos de Sudamérica.
Son peces muy pequeños, que no superan los 8 cm de longitud. La aleta dorsal es continua y tiene de 16 a 18 espinas y 7 a 13 radios blandos, con las partes blandas de la mayoría de las aletas muy transparentes, siendo las únicas aletas que mueve cuando se aproxima a la presa que no detecta así su movimiento. No tienen línea lateral, con la cabeza y boca larga, esta última extremadamente protráctil.
Depositan los huevos bajo las hojas de las plantas acuáticas (Monocirrhus) o en las pequeñas grietas (Polycentrus), siendo el macho el que cuida tanto a los huevos como a las larvas.

## Géneros y especies
Basado en el Catálogo de peces (2025):
- Género Afronandus Meinken, 1955
  - Afronandus sheljuzhkoi (Meinken, 1954) (Pez hoja de cuatro espinas)
- Género Monocirrhus Heckel, 1840
  - Monocirrhus polyacanthus Heckel, 1840 (Pez hoja del Amazonas)
- Género Polycentropsis Boulenger, 1901
  - Polycentropsis abbreviata Boulenger, 1901
- Género Polycentrus Müller & Troschel, 1849
  - Polycentrus jundia Coutinho & Wosiacki, 2014 [3]
  - Polycentrus schomburgkii Müller & Troschel, 1849 (Pez hoja de Guyana)

El pez hoja es engañosamente tranquilo, simula ser una hoja en la corriente y camuflado entre la vegetación para cazar a su presa, su dieta es netamente piscívora, pero también suele alimentarse una vez aclimatado de escamas y alimento granulado.
Su reproducción en cautiverio es posible, el macho cuida a los huevos que han sido depositados en las hojas de las plantas y también continúa cuidando las crías, se recomienda retirar a la hembra ya que puede ser lastimada por el macho, cada puesta asegura aproximadamente 300 huevos.